# Groupe Union centriste (Sénat)
Pour les articles homonymes, voir UC et Groupe Union centriste.
Le groupe Union centriste (UC), qui a utilisé plusieurs dénominations au cours de son existence, est un groupe parlementaire français rassemblant au Sénat des parlementaires situés au centre et au centre droit de l'échiquier politique. Il constitue actuellement la troisième force politique de la chambre haute.

## Présentation

### Contexte à son lancement: émergence du centre
Le groupe est issu du groupe des Républicains populaires formé en 1959, de la formation administrative en son sein du Centre démocratique (équivalent d'un groupe homonyme à l'Assemblée nationale), les deux fusionnant en 1965 en un « groupe des républicains populaires et du centre démocratique » (RPCD),.
Lors de l'élection présidentielle française de 1965, le candidat issu du Mouvement républicain populaire (MRP) Jean Lecanuet met en ballotage le général Charles de Gaulle en obtenant 15,57 % des suffrages. En 1966, sous sa conduite, le Mouvement républicain populaire devient le Centre démocrate.
Constitué après les élections sénatoriales de 1968, le groupe Union centriste des démocrates de progrès (UCDP) succède au groupe RPCD. Dans la foulée, Alain Poher (Centre démocrate et ex-MRP) devient président du Sénat ; candidat à l'élection présidentielle de 1968, il est battu au second tour par Georges Pompidou.
Les centristes se rallient à la majorité présidentielle de Georges Pompidou puis de Valéry Giscard d'Estaing en 1969 et 1974, avant de se retrouver dans l'opposition à partir de l'élection présidentielle de 1981 ; avec la droite, ils restent cependant majoritaires au Sénat.

### Nouvelle dénomination d’un groupe pivot
Le groupe Union centriste des démocrates de progrès (UCDP) adopte le nom d'Union centriste (UC) le 12 avril 1984.
L'Union centriste est alors au sommet de son influence au Sénat. Il comprend un noyau de sénateurs membres du Centre des démocrates sociaux, héritier du MRP et de la démocratie chrétienne. Avec le groupe des Républicains indépendants (pour la plupart membres du Parti républicain giscardien), il est l'un des deux principaux groupes réunissant des sénateurs membres de l'UDF, les sénateurs radicaux siégeant avec les radicaux de gauche dans un troisième groupe, le RDSE.
Le groupe contribue à faire du Sénat une tribune pour la défense de l'école libre. Autour de ce noyau s’agrègent un certain nombre de sénateurs sans étiquette, désignés par des élus de terrain peu politisés: de fait, le groupe fonctionne comme une force politique autonome, y compris sur le plan financier.
L'influence du groupe est bientôt menacée par la montée en puissance du groupe RPR d'abord puis du groupe socialiste ensuite. La succession d'Alain Poher en 1992 est problématique. Au sein de l'Union centriste, René Monory est préféré à Daniel Hoeffel et Jean Lecanuet. Puis il est désigné par l'ensemble des sénateurs se réclamant de UDF au détriment du Républicain indépendant Pierre-Christian Taittinger. Il doit encore battre Alain Poher, candidat à un dernier mandat avec le soutien du groupe RPR qui lorgne déjà sur sa succession.
Réélu en 1995, René Monory est devancé au premier tour en 1998 par le candidat du RPR Christian Poncelet, dont l'audience personnelle dépasse celle de son groupe politique. En 1998, l'UDF dans son ensemble perd de l'influence avec le départ des libéraux de la confédération centriste, désormais principalement centrée autour du CDS.

### À la suite de la création de l'UMP
L'UMP, créée en 2002, vise à réunir tous les élus de droite et du centre-droit. À ce titre, 40 sénateurs RI (Démocratie libérale) sur les 41 rejoignent le groupe UMP, fruit de la fusion de leur groupe avec celui du RPR.
Une majorité des sénateurs de l'Union centriste (29 sur 54) rejoignent également le groupe UMP. Avec 25 sénateurs, l'Union centriste se maintient cependant, à l'instar du groupe RDSE, qui ne voit que quatre sénateurs sur 21 le quitter pour l'UMP.

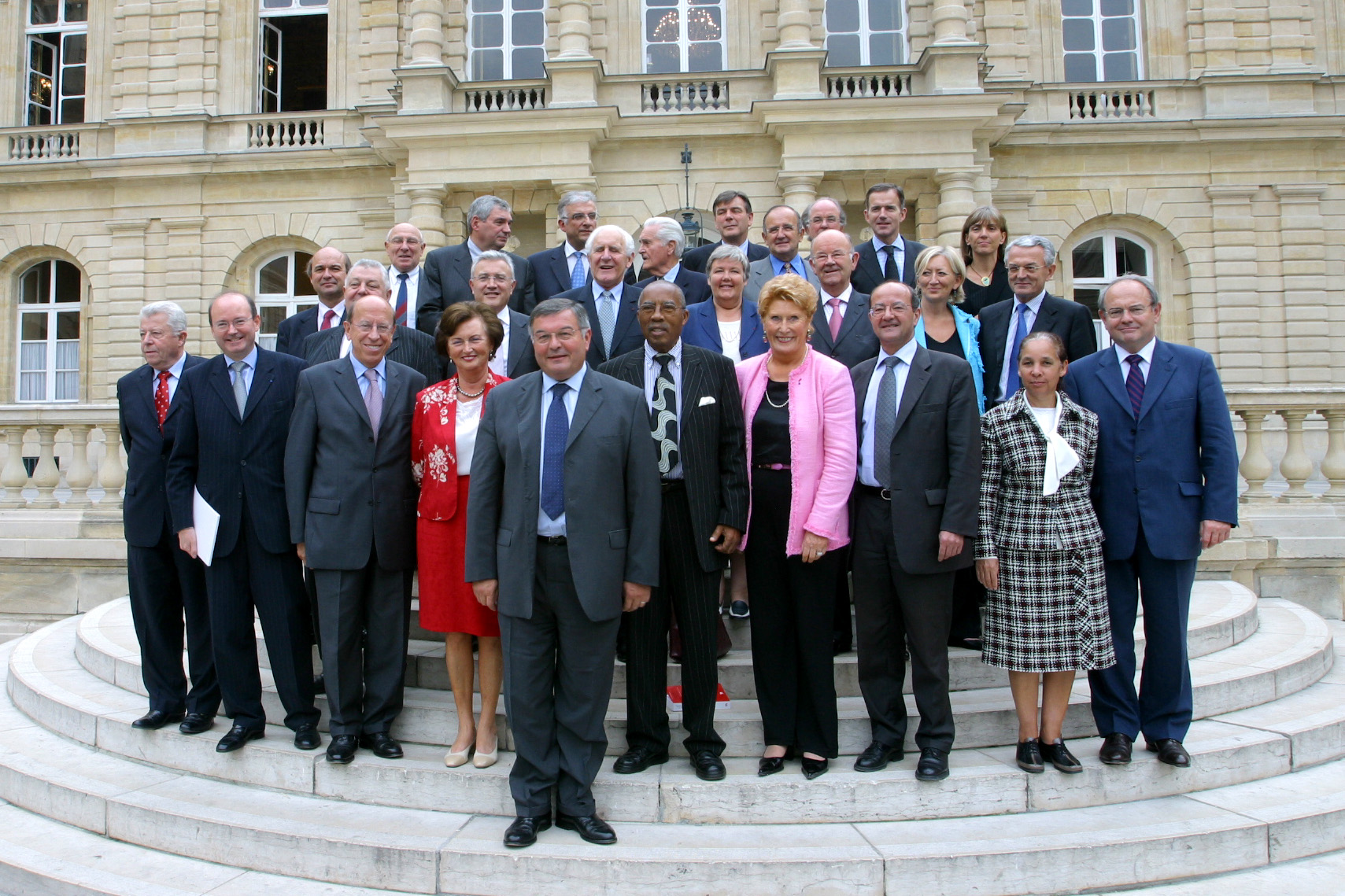
Le groupe en 2004.

Le sigle « UDF » est accolé au nom du groupe du 1er janvier 2005 à octobre 2008. Le groupe approuve dans son ensemble l'évolution de l'UDF vers une plus grande autonomie dans son alliance avec l'UMP, qui se traduit, en 2006-2007 par une rupture de plus en plus franche entre les deux partis au niveau national. Cependant, l'impact de la stratégie d'indépendance de François Bayrou est à relativiser au Sénat, moins soumis que l'Assemblée nationale aux effets de la bipolarisation de l'échiquier politique depuis l'avènement de la Ve République. Ainsi les sénateurs centristes conservent leur indépendance par l'existence même de leur groupe tout en restant alliés à l'UMP dans la majorité du président du Sénat Christian Poncelet.

### Après la dissolution de l'UDF
En 2007, la stratégie de François Bayrou, fort de son score au premier tour de l'élection présidentielle, le conduit à transformer l'UDF en un nouveau Mouvement démocrate, censé élargir l'audience du centre et l'inscrire définitivement dans un positionnement indépendant de l'UMP (et du Parti socialiste). Si le président du groupe UC-UDF, Michel Mercier, rejoint le MoDem, une majorité de ses membres vont prendre leur distance avec le MoDem, restant attachés au positionnement de l'UDF, dont le groupe conservera le sigle jusqu'en 2008 dans son libellé.
Sous l'égide de Jean Arthuis, ancien président du groupe, une partie des sénateurs centristes attachés à l'UDF fonderont avec lui un nouveau parti politique, l'Alliance centriste. D'autres rejoindront le Nouveau Centre, qui s'inscrit franchement dans majorité présidentielle de Nicolas Sarkozy. Enfin, certains feront le choix de rester ou devenir sans étiquette partisane. Si le NC devient numériquement la formation politique la plus représentée au sein du groupe, l'AC alliée au MoDem, jouera un rôle déterminant au sein du groupe. Ainsi, des membres du MoDem, puis de l'AC, seront sans discontinuer élus présidents de l'UC tout au long du mandat de Nicolas Sarkozy.
La pérennité du groupe à son étiage de 25-30 membres, devient cependant de moins en moins assuré. Une majorité de ses membres seront renouvelables en 2011, peu de nouveaux sénateurs l'ont rejoint durant les années 2000 et la rupture d'alliance du MoDem avec la droite rend très incertaine la réélection de ses membres, dans un contexte où le Parti socialiste a remporté de très larges victoires aux élections locales qui ne l'obligent pas à chercher appui auprès des sénateurs partisans de François Bayrou.
Après les élections sénatoriales de 2011, le MoDem perd ainsi trois sénateurs sur six sièges renouvelés. L'Alliance centriste en perd deux sur six. Seul le Nouveau Centre progresse, en remportant six sièges (principalement grâce à son alliance avec l'UMP et parfois au détriment de sortants MoDem, dont le positionnement leur a fait perdre des voix dans l'électorat de droite) alors qu'il n'en avait que quatre qui étaient en jeu. Au total, sur 18 sièges en jeu, le groupe UC perd quatre sièges.

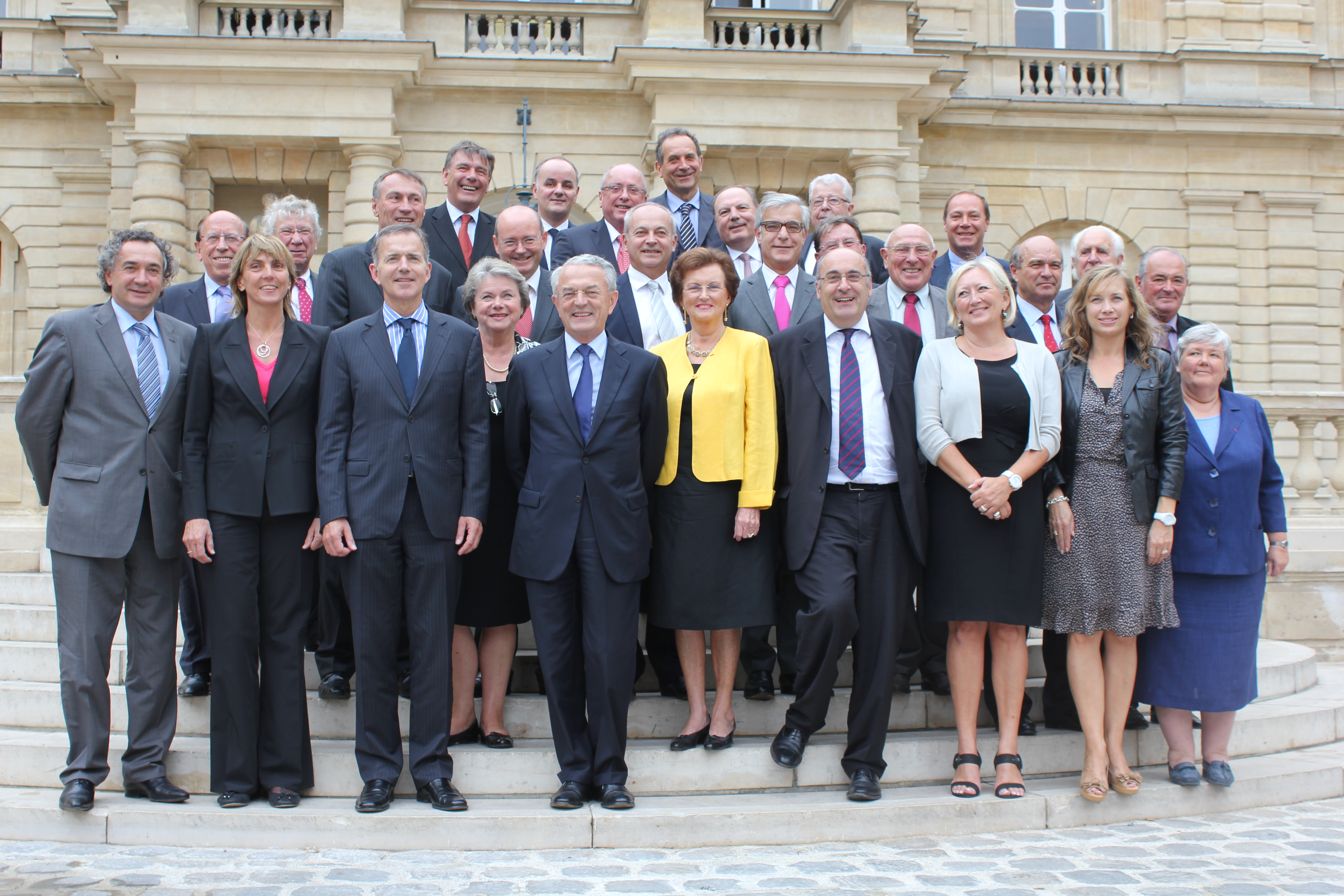
Le groupe en 2011.

Cependant, le groupe parvient à progresser en effectifs (31 sénateurs contre 30 avant le renouvellement) avec l'arrivée d'un certain nombre de sénateurs issus du Parti radical (qui a gagné deux sièges aux élections) ou de La Gauche moderne, qui siégeaient jusqu'à présent au sein des groupes UMP ou RDSE. Ils se regroupent avec ceux de l'Union centriste : le groupe prenant alors l'appellation d'« Union centriste et républicaine » (UCR).
Les sénateurs de l'UCR sont à ce moment répartis de la manière suivante :
- sept membres de l'Alliance centriste (AC) et 4 du Mouvement démocrate (MoDem), deux formations qui ont adopté un positionnement politique autonome et soutenu la candidature en 2012 de François Bayrou à la présidence de la république ;
- 11 membres du Nouveau Centre (NC), 5 du Parti radical (PRV) et 1 de La Gauche moderne (LGM), trois formations associées au sein de L'Alliance républicaine, écologiste et sociale (ARES) et liées à l'UMP au sein de la majorité présidentielle ;
- 2 divers droite et 1 sans étiquette [4],[5].

Le groupe confirme son ancrage au centre droit et ne participe pas à la nouvelle majorité de gauche du Sénat, qui élit à sa présidence le socialiste Jean-Pierre Bel. Valérie Létard, sénatrice NC, sera candidate au nom du groupe UC et obtiendra 29 voix au premier tour.

### Depuis le fondation de l'UDI
Le 23 octobre 2012, à la suite de la création de l'Union des démocrates et indépendants (UDI) par Jean-Louis Borloo, à laquelle adhèrent 28 des 31 sénateurs de l'UCR (puis 29 des 32, après le ralliement de Chantal Jouanno), le groupe prend le nom d'« Union des démocrates et indépendants - UC » (UDI-UC).
Avec les élections sénatoriales de 2014, le groupe UDI-UC connaît une dynamique sans précédent depuis 2002 en gagnant 12 sièges portant son effectif à 43 sénateurs. Les sièges gagnés le sont tous par des membres de l'UDI, la plupart du temps au détriment du Parti socialiste ou du PRG, mais aussi de l'UMP.
Le 4 juillet 2017, le groupe choisit de reprendre le nom d'« Union centriste » et adopte une motion initiée par Michel Mercier (MoDem) « plaçant le groupe dans la majorité présidentielle » d'Emmanuel Macron et prévoyant que le groupe soutienne des candidats aux prochaines sénatoriales qui « s’inscrivent dans la majorité présidentielle (…) et en tant que partenaire » de celle-ci .
Jacqueline Gourault, sénatrice UC du Loir-et-Cher, est nommée ministre auprès du ministre d'État, ministre de l'Intérieur en juin 2017.
Cependant, la très grande majorité des candidats UC au renouvellement de septembre 2017 le seront sans soutien de La République en marche et souvent, sur des listes communes ou en alliance avec des candidats Les Républicains ou divers droite. Certains sénateurs touchés par le cumul des mandats décident de ne pas poursuivre au Sénat : Jean-Léonce Dupont, Chantal Jouanno ou le président du groupe François Zocchetto. Le groupe UC gagne à nouveau sept sièges portant son effectif à 49 sénateurs, un niveau proche des 54 sénateurs membres du groupe avant la création de l'UMP en 2002.
Après les élections sénatoriales de septembre 2017, Hervé Marseille (UDI-FED) est élu à la tête du groupe qui soutient dès le premier tour le président Larcher lors de sa réélection à la tête du Sénat.
La recomposition du paysage politique consécutive à l'élection présidentielle a peu de conséquences sur la composition du groupe qui n'a connu que deux départs en 2017 : celui de Joël Guerriau (ex-UDI) qui siège à partir d'octobre au groupe de droite constructive Les Indépendants et de Jean-Marc Gabouty, radical qui avait soutenu Emmanuel Macron et a rejoint après son élection le groupe RDSE.
En octobre 2017, le Premier ministre Édouard Philippe est invité à rencontrer et à dialoguer avec les membres du groupe. Il définit l'Union centriste comme « le groupe le plus bienveillant de l'opposition et le plus critique de la majorité ».
Les départs de l'UDI de l'AC, du Parti radical, puis du parti Les Centristes modifient également quelque peu les équilibres partisans internes au groupe, mais dans une ampleur modérée par le fait que plusieurs sénateurs membres de ces formations font le choix de rester à l'UDI, qui reste majoritaire, avec 31 sénateurs sur 50, en mars 2018.
À la suite des élections sénatoriales de 2020, le groupe gagne dix nouveaux sénateurs et  compte désormais 54 membres, un effectif quasi similaire à celui d’avant la création de l'UMP. Si le groupe perd des fiefs historiques (Rhône, Bouches-du-Rhône, Haut-Rhin), les sénateurs centristes sont présents dans de nouveaux territoires : Hautes-Alpes, Charente, Tarn-et-Garonne, Vosges. Le Doubs et le Tarn comptent désormais deux sénateurs UC chacun. La Seine-Maritime est représentée par trois sénateurs UC. La plupart des sénateurs sortants sont réélus dès le premier tour dans les départements à scrutin majoritaire. Hervé Marseille est réélu président du groupe, qui soutient la réélection de Gérard Larcher à la présidence du Sénat.

## Composition

### Historique des effectifs
Le graphique qui aurait dû être présenté ici ne peut pas être affiché car il utilise l'ancienne extension Graph, désactivée pour des questions de sécurité. Des indications pour créer un nouveau graphique avec la nouvelle extension Chart sont disponibles ici.

### Composition actuelle
Le groupe Union Centriste compte 37,5 % de sénatrices en 2021. La moyenne d'âge est de 60 ans (contre 60 ans et deux mois pour l'ensemble des sénateurs). La Bourgogne-Franche-Comté, le Grand Est, l'Île-de-France et la Normandie comptent le plus de sénateurs UC (six chacun). Sept sénateurs ont été élus pour la première fois au Sénat entre 2001 et 2008. Quinze sénateurs UC sont arrivés entre 2011 et 2015. Trente-et-un sénateurs ont été élus lors des élections sénatoriales de 2017 et 2020. Dans les mandats locaux, quarante-cinq sénateurs UC ont été maires par le passé, trente-trois ont été conseillers départementales (les sénateurs François Bonneau, Nassimah Dindar et Pascal Martin ont été présidents de département). Dix-sept sénateurs ont déjà eu un mandat de conseiller régional et quatre sénateurs ont eu un mandat de député.

Composition du Sénat après les élections sénatoriales de 2023.

En septembre 2023, le groupe est composé des 56 sénateurs (50 membres, 4 apparentés et 2 rattachés) suivants :
| Département               | Nom                         | Parti | Parti |
| ------------------------- | --------------------------- | ----- | ----- |
| 2B - Haute-Corse          | Paul Toussaint Parigi       |       | FaC   |
| 05 - Hautes-Alpes         | Jean-Michel Arnaud          |       | LC    |
| 10 - Aube                 | Évelyne Perrot              |       | UDI   |
| 13 - Bouches-du-Rhône     | Brigitte Devésa             |       | UDI   |
| 14 - Calvados             | Sonia de La Provôté         |       | LC    |
| 15 - Cantal               | Bernard Delcros             |       | MoDem |
| 16 - Charente             | François Bonneau            |       | DVD   |
| 21 - Côte-d'Or            | Anne-Catherine Loisier      |       | LC    |
| 25 - Doubs                | Jean-François Longeot       |       | HOR   |
| 25 - Doubs                | Annick Jacquemet            |       | DVD   |
| 27 - Eure                 | Hervé Maurey                |       | LC    |
| 29 - Finistère            | Michel Canévet              |       | AC    |
| 32 - Gers                 | Alain Duffourg              |       | AC    |
| 33 - Gironde              | Alain Cazabonne             |       | MoDem |
| 35 - Ille-et-Vilaine      | Anne-Sophie Patru           |       | DVD   |
| 39 - Jura                 | Sylvie Vermeillet           |       | PRV   |
| 41 - Loir-et-Cher         | Bernard Pillefer            |       | DVD   |
| 43 - Haute-Loire          | Olivier Cigolotti           |       | LC    |
| 51 - Marne                | Anne-Sophie Romagny         |       | UDI   |
| 53 - Mayenne              | Élisabeth Doineau           |       | DVD   |
| 55 - Meuse                | Jocelyne Antoine            |       | DVD   |
| 55 - Meuse                | Franck Menonville           |       | UDI   |
| 56 - Morbihan             | Yves Bleunven               |       | DVD   |
| 57 - Moselle              | Jean-Marie Mizzon           |       | UDI   |
| 57 - Moselle              | Christine Herzog            |       | UDI   |
| 58 - Nièvre               | Nadia Sollogoub             |       | DVD   |
| 59 - Nord                 | Franck Dhersin              |       | HOR   |
| 59 - Nord                 | Olivier Henno               |       | UDI   |
| 59 - Nord                 | Guislain Cambier            |       | UDI   |
| 60 - Oise                 | Édouard Courtial            |       | HOR   |
| 61 - Orne                 | Nathalie Goulet             |       | UDI   |
| 61 - Orne                 | Olivier Bitz                |       | HOR   |
| 62 - Pas-de-Calais        | Amel Gacquerre              |       | UDI   |
| 62 - Pas-de-Calais        | Jean-Marie Vanlerenberghe   |       | MoDem |
| 64 - Pyrénées-Atlantiques | Denise Saint-Pé             |       | MoDem |
| 67 - Bas-Rhin             | Claude Kern                 |       | UDI   |
| 68 - Haut-Rhin            | Ludovic Haye                |       | HOR   |
| 74 - Haute-Savoie         | Loïc Hervé                  |       | LC    |
| 76 - Seine-Maritime       | Catherine Morin-Desailly    |       | LC    |
| 76 - Seine-Maritime       | Patrick Chauvet             |       | LC    |
| 76 - Seine-Maritime       | Pascal Martin               |       | HOR   |
| 78 - Yvelines             | Michel Laugier              |       | DVD   |
| 80 - Somme                | Stéphane Demilly            |       | UDI   |
| 81 - Tarn                 | Marie-Lise Housseau         |       | AC    |
| 81 - Tarn                 | Philippe Folliot            |       | AC    |
| 82 - Tarn-et-Garonne      | Pierre-Antoine Lévi         |       | LC    |
| 85 - Vendée               | Annick Billon               |       | UDI   |
| 88 - Vosges               | Jean Hingray                |       | LC    |
| 89 - Yonne                | Dominique Vérien            |       | UDI   |
| 91 - Essonne              | Vincent Delahaye            |       | UDI   |
| 91 - Essonne              | Jocelyne Guidez             |       | UDI   |
| 92 - Hauts-de-Seine       | Hervé Marseille (président) |       | UDI   |
| 92 - Hauts-de-Seine       | Isabelle Florennes          |       | MoDem |
| 93 - Seine-Saint-Denis    | Vincent Capo-Canellas       |       | UDI   |
| 94 - Val-de-Marne         | Laurent Lafon               |       | UDI   |
| 95 - Val d'Oise           | Daniel Fargeot              |       | DVD   |
| 987 - Polynésie française | Lana Tetuanui               |       | UDI   |
| Français de l'étranger    | Olivier Cadic               |       | UDI   |
| Français de l'étranger    | Olivia Richard              |       | HOR   |

#### Répartition partisane
| Parti | Parti                                | Nombre |
| ----- | ------------------------------------ | ------ |
|       | Union des démocrates et indépendants | 23     |
|       | Divers droite                        | 10     |
|       | Les Centristes                       | 9      |
|       | Alliance centriste                   | 4      |
|       | Mouvement démocrate                  | 5      |
|       | Horizons                             | 6      |
|       | Parti radical                        | 1      |
|       | Femu a Corsica                       | 1      |

### Historique des présidents du groupe
| N° | Identité           | Période          | Période           | Durée                      | Étiquette  |
| N° | Identité           | Début            | Fin               | Durée                      | Étiquette  |
| -- | ------------------ | ---------------- | ----------------- | -------------------------- | ---------- |
| 1  | André Colin        | 1963             | 1971              | 8 ans                      | CD         |
| 2  | Roger Poudonson    | 1971             | 1974              | 3 ans                      | CD         |
| 3  | André Fosset       | 9 juillet 1974   | 12 janvier 1976   | 1 an, 6 mois et 3 jours    | CD         |
| 4  | Adolphe Chauvin    | 1er avril 1976   | 3 avril 1986      | 10 ans et 2 jours          | CD, UDF    |
| 5  | Daniel Hoeffel     | 4 avril 1986     | 31 mars 1993      | 6 ans, 11 mois et 27 jours | UDF        |
| 6  | Maurice Blin       | 7 avril 1993     | 4 octobre 1998    | 5 ans, 5 mois et 27 jours  | UDF        |
| 7  | Jean Arthuis       | 5 octobre 1998   | 19 juillet 2002   | 3 ans, 9 mois et 14 jours  | UDF        |
| 8  | Xavier de Villepin | 19 juillet 2002  | 11 décembre 2002  | 4 mois et 22 jours         | DVD        |
| 9  | Michel Mercier     | 11 décembre 2002 | 24 juin 2009      | 6 ans, 6 mois et 13 jours  | UDF, MoDem |
| 10 | Nicolas About      | 7 juillet 2009   | 23 janvier 2011   | 1 an, 6 mois et 16 jours   | MoDem      |
| 11 | François Zocchetto | 9 février 2011   | 30 septembre 2017 | 6 ans, 7 mois et 21 jours  | AC, UDI    |
| 12 | Hervé Marseille    | 1er octobre 2017 | En cours          | 7 ans, 10 mois et 5 jours  | UDI        |

### Anciens présidents du Sénat
- 1968-1992 : Alain Poher
- 1992-1998 : René Monory

### Bureau du Sénat[13]

#### Vice-présidents UC du Sénat
- 1992-2001 : Jean Faure
- 2001-2004 : Daniel Hoeffel
- 2008-2011 : Jean-Léonce Dupont et Monique Papon
- 2011-2014 : Jean-Léonce Dupont
- 2014-2017 : Jacqueline Gourault et Hervé Marseille
- 2017-2023 : Vincent Delahaye et Valérie Létard
- Depuis 2023 : Sylvie Vermeillet et Loïc Hervé

#### Questeurs UC du Sénat
- 1983-1989 : Pierre Schiele
- 1989-1990 : André Fosset
- 1989-1992 : Jacques Mossion
- 1998-2001 : Claude Huriet
- 2001-2008 : Jean Faure
- 2010-2014 : Gérard Dériot
- 2014-2017 : Jean-Léonce Dupont
- Depuis 2017 : Vincent Capo-Canellas

#### Secrétaires UC du Sénat
- 1984-1987 : Raymond Bouvier
- 1987-1990 : Daniel Millaud
- 1990-1992 : Jean Faure
- 1992-1995 : Daniel Millaud et Jacques Mossion
- 1995-1998 : Daniel Millaud et Philippe Richert
- 1998-2001 : Jacques Machet et Philippe Richert
- 2001-2004 : Annick Bocandé et Philippe Richert
- 2004-2005 : Annick Bocandé et Monique Papon
- 2005-2008 : Philippe Arnaud, Jean-Léonce Dupont et Monique Papon
- 2008-2011 : Anne-Marie Payet et Jean-Paul Virapoullé
- 2011-2014 : Jean Boyer
- 2014-2017 : Valérie Létard
- 2017-2020 : Daniel Dubois et Françoise Gatel
- Depuis 2020 : Françoise Férat et Loïc Hervé

#### Commissions permanentes présidées par un sénateur UC[14]

##### Commission des Finances
- 2002-2011 : Jean Arthuis

##### Commission de l'Aménagement du territoire et du développement durable
- 2014-2020 : Hervé Maurey
- Depuis 2020 : Jean-François Longeot

##### Commission des Affaires sociales
- 1959-1968 : Roger Menu
- 2001-2009 : Nicolas About
- 2009-2011 : Muguette Dini

##### Commission des Affaires étrangères
- 1968-1971 : André Monteil
- 1971-1973 : Jean Lecanuet
- 1973-1978 : André Colin
- 1979-1986 : Jean Lecanuet
- 1986-1987 : Jacques Genton
- 1988-1993 : Jean Lecanuet
- 1993-2002 : Xavier de Villepin

##### Commission des Affaires culturelles
- 2014-2020 : Catherine Morin-Desailly
- Depuis 2020 : Laurent Lafon

## Administration du secrétariat
Le secrétariat du groupe est composé d'un secrétaire général, d'une chef de cabinet, d'une collaboratrice de secrétariat, d'un service presse et communication et de conseillers chargés du travail législatif.
Liste des secrétaires généraux :
- Fernand Chaussebourg (1972-1983)[16] ;
- Jean-Dominique Giuliani (1981-1992) ;
- Hugues Bousiges (1992-1993)[17] ;
- Grégoire Hesse (1996-1998) ;
- Jean-François Brégeon (1998-2002) ;
- François Pauli (2002-2004) ;
- Anne Tachène (2004-2013)[18] ;
- Éric Pilloton (depuis 2014)[19].

## Identité visuelle

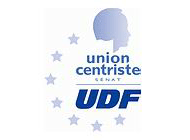
Logotype de 2005 à 2008.
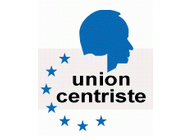
Logotype de 2008 à 2011.
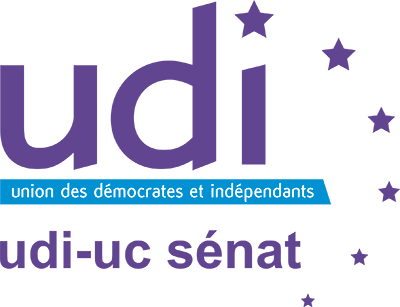
Logotype de 2012 à 2017.
Logotype de 2017 à 2020.
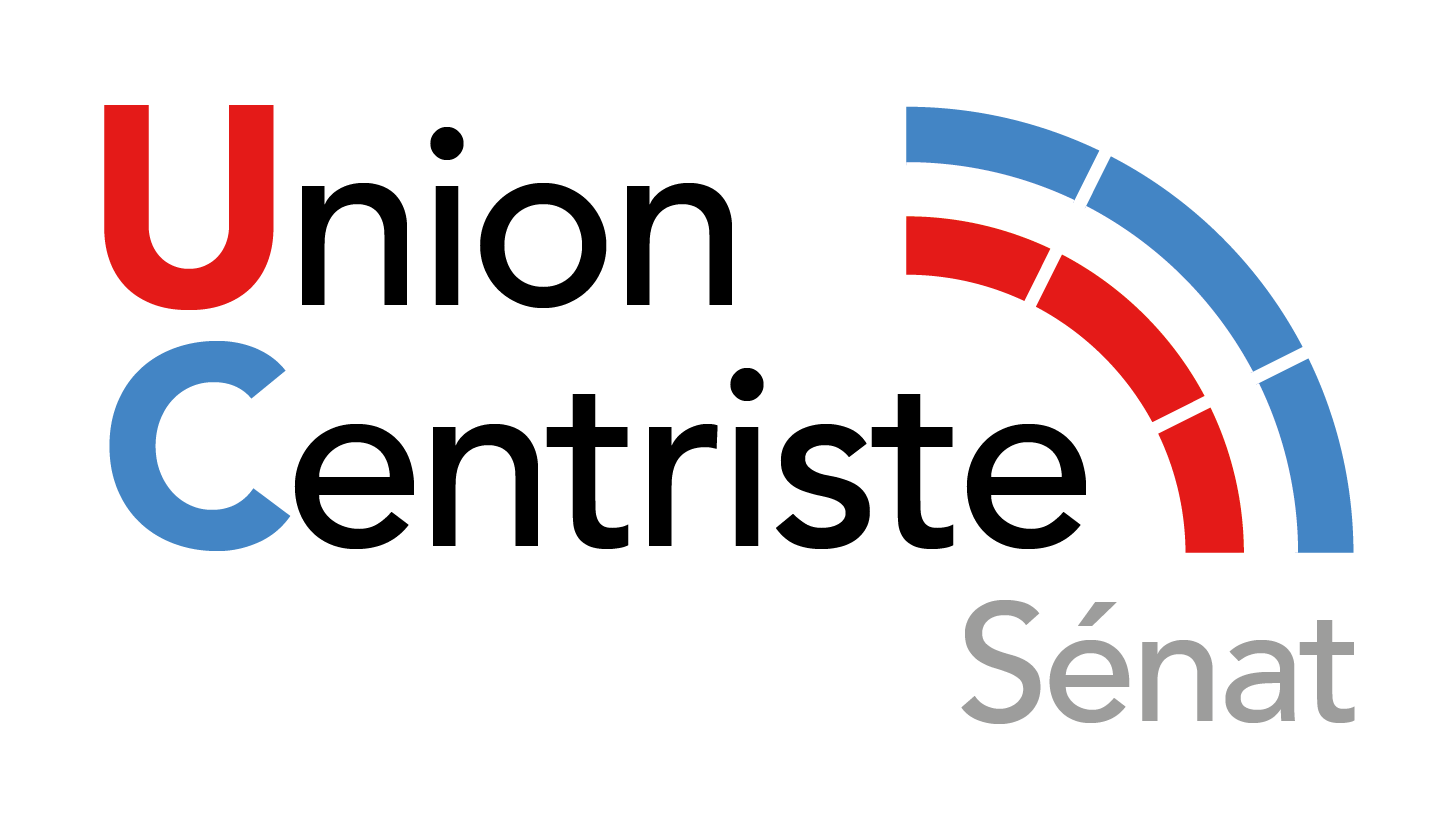
Logotype depuis 2020.

## Composition historique du groupe

### Historique des sénateurs membres du groupe Union centriste[20]
| Année | Sénateurs membres |
| ----- | --- |
| 1984  | Membres Jean Arthuis, Alphonse Arzel, René Ballayer, Jean-Pierre Blanc, Maurice Blin, André Bohl, Roger Boileau, Charles Bosson, Raymond Bouvier, Pierre Brantus, Louis Caiveau, Jean Cauchon, Pierre Ceccaldi-Pavard, Adolphe Chauvin, Auguste Chupin, Jean Cluzel, Jean Colin, André Diligent, Jean Faure, Charles Ferrant, André Fosset, Jean Francou, Jacques Genton, Henri Goetschy, Marcel Henry, Rémi Herment, Daniel Hoeffel, Jean Huchon, Louis Jung, Pierre Lacour, Bernard Laurent, Jean Lecanuet, Edouard Le Jeune, Bernard Lemarié, Georges Lombard, Jacques Machet, Jean Madelain, Guy Malé, Kléber Malécot, Louis Mercier, Daniel Millaud, René Monory, Claude Mont, Jacques Mossion, Dominique Pado, Francis Palmero, Alain Poher, Raymond Poirier, Roger Poudonson, André Rabineau, Jean-Marie Rausch, Marcel Rudloff, Pierre Salvi, Pierre Schielé, Paul Séramy, Pierre Sicard, Michel Souplet, Pierre Vallon, Albert Vecten, Louis Virapoullé, Frédéric Wirth, Charles Zwickert. Rattachés administrativement aux termes de l'article 6 du règlement Paul Alduy, Jean-Marie Bouloux, Marcel Daunay, Alfred Gérin, Claude Huriet, Henri Le Breton, Yves Le Cozannet, Roger Lise, Georges Treille. |
| 1986  | Membres Alphonse Arzel, René Ballayer, Jean-Pierre Blanc, Maurice Blin, André Bohl, Roger Boileau, Raymond Bouvier, Pierre Brantus, Paul Caron, Louis de Catuelan, Jean Cauchon, Auguste Chupin, Jean Cluzel, Jean Colin, André Daugnac, Georges Dessaigne, André Diligent, Jean Faure, André Fosset, Jean Francou, Jacques Genton, Henri Goetschy, Jacques Golliet, Jacques Grandon, Marcel Henry, Rémi Herment, Daniel Hoeffel, Jean Huchon, Claude Huriet, Louis Jung, Pierre Lacour, Bernard Laurent, Jean Lecanuet, Edouard Le Jeune, Bernard Lemarié, Roger Lise, Georges Lombard, Jacques Machet, Jean Madelain, Kléber Malécot, Louis Mercier, Daniel Millaud, Louis Moinard, Claude Mont, Jacques Mossion, Dominique Pado, Alain Poher, Raymond Poirier, Roger Poudonson, André Rabineau, Jean-Marie Rausch, Guy Robert, Olivier Roux, Marcel Rudloff, Pierre Salvi, Pierre Schielé, Paul Séramy, Pierre Sicard, Michel Souplet, Pierre Vallon, Albert Vecten, Xavier de Villepin, Louis Virapoullé. Rattachés administrativement aux termes de l'article 6 du règlement Paul Alduy, Francisque Collomb, Marcel Daunay, Henri Le Breton, Yves Le Cozannet, Bernard Pellarin, Georges Treille. |
| 1989  | Membres Jean Arthuis, Alphonse Arzel, René Ballayer, Bernard Barraux, Daniel Bernardet, François Blaizot, Jean-Pierre Blanc, Maurice Blin, André Bohl, Roger Boileau, Raymond Bouvier, Paul Caron, Louis de Catuelan, Auguste Chupin, Jean Cluzel, André Daugnac, André Diligent, Jean Faure, André Fosset, Jacques Genton, Henri Goetschy, Jacques Golliet, Bernard Guyomard, Marcel Henry, Rémi Herment, Daniel Hoeffel, Jean Huchon, Claude Huriet, Louis Jung, Pierre Lacour, Bernard Laurent, Henri Le Breton, Jean Lecanuet, Edouard Le Jeune, Marcel Lesbros, Roger Lise, Jacques Machet, Jean Madelain, Kléber Malécot, François Mathieu, Louis Mercier, Daniel Millaud, Louis Moinard, René Monory, Claude Mont, Jacques Mossion, Alain Poher, Roger Poudonson, Jean Pourchet, Guy Robert, Olivier Roux, Marcel Rudloff, Pierre Schielé, Paul Séramy, Michel Souplet, Pierre Vallon, Albert Vecten, Xavier de Villepin, Louis Virapoullé. Rattachés administrativement aux termes de l'article 6 du règlement Paul Alduy, Claude Belot, Jean-Pierre Cantegrit, Francisque Collomb, Marcel Daunay, André Egu, Jacques Moutet, Bernard Pellarin, Georges Treille. |
| 1992  | Membres Jean Arthuis, Alphonse Arzel, René Ballayer, Bernard Barraux, Jacques Baudot, Jean Bernadaux, Daniel Bernardet, François Blaizot, Jean-Pierre Blanc, Maurice Blin, André Bohl, Didier Borotra, Raymond Bouvier, Paul Caron, Louis de Catuelan, Jean Cluzel, André Diligent, André Egu, Pierre Fauchon, Jean Faure, André Fosset, Jacques Genton, Henri Goetschy, Jacques Golliet, Bernard Guyomard, Marcel Henry, Rémi Herrpent, Daniel Hoeffel, Jean Huchon, Claude Huriet, Louis Jung, Pierre Lacour, Pierre Lagourgue, Bernard Laurent, Henri Le Breton, Jean Lecanuet, Edouard Le Jeune, Marcel Lesbros, Roger Lise, Jacques Machet, Jean Madelain, Kléber Malécot, René Marquès, François Mathieu, Louis Mercier, Daniel Millaud, Louis Moinard, René Monory, Jacques Mossion, Robert Piat, Alain Poher, Jean Pourchet, Philippe Richert, Guy Robert, Pierre Schiélé, Michel Souplet, Pierre Vallon, Albert Vecten, Xavier de Villepin. Rattachés administrativement aux termes de l'article 6 du règlement Claude Belot, Jean-Pierre Cantegrit, Francisque Collomb, Marcel Daunay, Alain Lambert, Bernard Pellarin, Georges Treille. |
| 1995  | Membres Jean-Paul Amoudry, Alphonse Arzel, Denis Badré, René Ballayer, Bernard Barraux, Jacques Baudot, Jean Bernadaux, Daniel Bernardet, François Blaizot, Maurice Blin, Annick Bocandé, MM. André Bohl, Didier Borotra, Jean Cluzel, Marcel Deneux, Georges Dessaigne, André Diligent, André Égu, Pierre Fauchon, Jean Faure, Serge Franchis, Jacques Genton, Francis Grignon, Marcel Henry, Pierre Hérisson, Rémi Herment, Daniel Hoeffel, Jean Huchon, Claude Huriet, Jean-Jacques Hyest, Pierre Lagourgue, Alain Lambert, Henri Le Breton, Edouard Le Jeune, Marcel Lesbros, Jean-Louis Lorrain, Jacques Machet, Jean Madelain, Kléber Malécot, René Marquès, François Mathieu, Louis Mercier, Michel Mercier, Daniel Millaud, Louis Moinard, René Monory, Jean-Marie Poirier, Jean Pourchet, Philippe Richert, Guy Robert, Michel Souplet, Albert Vecten, Xavier de Villepin. Rattachés administrativement aux termes de l'article 6 du règlement Michel Bécot, Claude Belot, Jean-Pierre Cantegrit, Marcel Daunay, André Dulait, Jacques Rocca Serra. |
| 1998  | Membres Jean-Paul Amoudry, Philippe Arnaud, Jean Arthuis, Denis Badré, René Ballayer, Bernard Barraux, Jacques Baudot, Michel Bécot, Jean Bernadaux, Daniel Bernardet, Maurice Blin, Annick Bocandé, André Bohl, Didier Borotra, Jean-Guy Branger, Marcel Deneux, Gérard Dériot, André Diligent, André Dulait, Pierre Fauchon, Jean Faure, Serge Franchis, Yves Fréville, Francis Grignon, Marcel Henry, Pierre Hérisson, Rémi Herment, Daniel Hoeffel, Jean Huchon, Claude Huriet, Jean-Jacques Hyest, Pierre Jarlier, Alain Lambert, Henri Le Breton, Marcel Lesbros, Jean-Louis Lorrain, Jacques Machet. Kléber Malécot. René Mar quès, Louis Mercier, Michel Mercier, Louis Moinard, René Monory, Philippe Nogrix, Jean-Marie Poirier, Philippe Richert, Michel Souplet, Albert Vecten, Xavier de Villepin. Rattachés administrativement aux termes de l'article 6 du règlement Claude Belot, Jean-Pierre Cantegrit, André Maman. |
| 2001  | Membres Jean-Paul Alduy, Jean-Paul Amoudry, Philippe Arnaud, Jean Arthuis, Denis Badré, Bernard Barraux, Jacques Baudot, Michel Bécot, Daniel Bernardet, Claude Biwer, Maurice Blin, Annick Bocandé, Didier Borotra, Jean Boyer, Jean-Guy Branger, Marcel Deneux, Gérard Dériot, Yves Detraigne, André Dulait, Pierre Fauchon, Jean Faure, Françoise Férat, Serge Franchis, Yves Fréville, Christian Gaudin, Gisèle Gautier, Jacqueline Gourault, Francis Grignon, Marcel Henry, Pierre Hérisson, Daniel Hoeffel, Jean-Jacques Hyest, Pierre Jarlier, Joseph Kerguéris, Alain Lambert, Marcel Lesbros, Valérie Létard, Jean-Louis Lorrain, Michel Mercier, Louis Moinard, René Monory, Philippe Nogrix, Monique Papon, Anne-Marie Payet, Jean-Marie Poirier, Philippe Richert, Michel Thiollière, Jean-Marie Vanlerenberghe, Xavier de Villepin, Jean-Paul Virapoullé, François Zocchetto. Rattachés administrativement aux termes de l'article 6 du règlement Claude Belot, Jean-Pierre Cantegrit. |
| 2004  | Membres - Union pour la démocratie française (UDF) : Nicolas About, Jean-Paul Amoudry, Philippe Arnaud, Jean Arthuis, Denis Badré, Claude Biwer, Maurice Blin, Didier Borotra, Jean Boyer, Marcel Deneux, Yves Détraigne, Muguette Dini, Daniel Dubois, Jean-Léonce Dupont, Pierre Fauchon, Françoise Férat, Christian Gaudi, Gisèle Gautier, Adrien Giraud, Jacqueline Gourault, Jean-Jacques Jégou, Joseph Kergueris, Valérie Létard, Jean-Claude Merceron, Michel Mercier, Catherine Morin-Desailly, Philippe Nogrix, Anne-Marie Payet, Yves Pozzo di Borgo, Daniel Soulage, André Vallet, Jean-Marie Vanlerenberghe, François Zocchetto. |
| 2008  | Membres - Mouvement démocrate (MoDem) : Nicolas About, Denis Badré, Didier Borotra, Marcel Deneux, Yves Détraigne, Françoise Férat, Adrien Giraud, Jacqueline Gourault, Jean-Jacques Jégou, Michel Mercier, Anne-Marie Payet, Daniel Soulage, Jean-Marie Vanlerenberghe. - Nouveau centre (NC) : Jean-Paul Amoudry, Claude Biwer, Jean Boyer, Daniel Dubois, Jean-Léonce Dupont, Pierre Fauchon, Christian Gaudin, Hervé Maurey, Catherine Morin-Desailly, Yves Pozzo di Borgo. - Rassembler les centristes (RC) : Jean Arthuis, Muguette Dini, Joseph Kergueris, Jean-Claude Merceron, François Zocchetto. - Divers droite (DVD) : Nathalie Goulet. |
| 2011  | Membres - Nouveau centre (NC) : Jean-Paul Amoudry, Jean Boyer, Vincent Capo-Canellas, Daniel Dubois, Jean-Léonce Dupont, Joël Guerriau, Valérie Létard, Hervé Marseille, Hervé Maurey, Catherine Morin-Desailly, Yves Pozzo di Borgo, - Alliance centriste (AC) : Jean Arthuis, Yves Détraigne, Muguette Dini, Françoise Férat, Jean-Claude Merceron, Jean-Jacques Pignard, François Zocchetto. - Parti radical (RAD) : Vincent Delahaye, Sylvie Goy-Chavent, Pierre Jarlier, Aymeri de Montesquiou, Christian Namy. - Mouvement démocrate (MoDem) : Marcel Deneux, Jacqueline Gourault, Jean-Jacques Lasserre, Jean-Marie Vanlerenberghe. - Divers droite (DVD) : Nathalie Goulet, Gérard Roche, Henri Tandonnet. - La Gauche moderne (LGM) : Jean-Marie Bockel. |
| 2014  | Membres - Union des démocrates et indépendants (UDI) - Nouveau centre (NC) : Annick Billon, Daniel Dubois, Jean-Léonce Dupont, Joël Guerriau, Loïc Hervé, Valérie Létard, Hervé Maurey, Catherine Morin-Desailly, Gérard Roche. - Parti radical (RAD) : Vincent Delahaye, Jean-Marc Gabouty, Sylvie Goy-Chavent, Pierre Jarlier, Sophie Joissains, Pierre Médevielle, Aymeri de Montesquiou, Christian Namy. - Alliance centriste (AC) : Michel Canevet, Yves Détraigne, Elisabeth Doineau, Françoise Férat, Nathalie Goulet, Henri Tandonnet, François Zocchetto. - Adhérents directs (AD) : Philippe Bonnecarrere, Olivier Cadic, Françoise Gatel, Chantal Jouanno, Claude Kern, Jean-François Longeot, Jean-Claude Luche. - Force européenne démocrate (FED) : Vincent Capo-Canellas, Hervé Marseille, Michel Mercier, Yves Pozzo di Borgo. - La Gauche moderne (LGM) : Jean-Marie Bockel. - Mouvement démocrate (MoDem) : Jacqueline Gourault, Jean-Jacques Lasserre, Jean-Marie Vanlerenberghe. Apparentés aux termes de l'article 6 du règlement - Tahoeraa huiraatira (Tahoeraa) : Vincent Dubois, Teura Iriti. Rattachés administrativement aux termes de l'article 6 du règlement - Union des démocrates et indépendants (UDI) : Anne-Catherine Loisier. |
| 2017  | Membres - Union des démocrates et indépendants (UDI) - Adhérents directs (AD) : Olivier Cadic, Alain Cazabonne, Bernard Delcros, Nassimah Dindar, Élisabeth Doineau, Catherine Fournier, Nathalie Goulet, Jocelyne Guidez, Olivier Henno, Jacques Le Nay, Valérie Létard, Jean-Claude Luche, Jean-Pierre Moga, Nadia Sollogoub, Dominique Vérien. - Les Centristes (LC) : Annick Billon, Olivier Cigolotti, Daniel Dubois, Loïc Hervé, Jean-Marie Janssens, Claude Kern, Sonia de la Provôté, Hervé Maurey, Catherine Morin-Desailly. - Parti radical (RAD) : Jean-Marie Bockel, Vincent Delahaye, Sylvie Goy-Chavent , Sophie Joissains, Jean-François Longeot, Pierre Médevielle, Jean-Marie Mizzon, Sylvie Vermeillet. - Force européenne démocrate (FED) : Vincent Capo-Canellas, Laurent Lafon, Hervé Marseille. - Alliance centriste (AC) : Philippe Bonnecarrère, Michel Canévet, Yves Détraigne, Françoise Férat, Françoise Gatel. - Mouvement démocrate (MoDem) : Jean-Paul Prince, Denise Saint-Pé, Jean-Marie Vanlerenberghe. Apparentés aux termes de l'article 6 du règlement - Union des démocrates et indépendants (UDI) : Michel Laugier, Pierre Louault. - Tapura Huiraatira (Tapura) : Nuihau Laurey, Lana Tetuanui. - Mouvement démocrate (MoDem) : Michèle Vullien. - Calédonie ensemble (CE) : Gérard Poadja. Rattachée administrativement aux termes de l'article 6 du règlement - Union des démocrates et indépendants (UDI) : Anne-Catherine Loisier. |

### Anciens membres du groupe depuis 2007
- Gisèle Gautier (Loire-Atlantique), jusque-là vice-présidente, quitte le groupe le 8 janvier 2007 pour rejoindre le groupe UMP.
- Maurice Blin (Ardennes), démissionne de son mandat le 4 juillet 2007. Marc Laménie (UMP) lui succède au Sénat.
- Philippe Arnaud (Charente, MoDem), Philippe Nogrix (Ille-et-Vilaine), ne sont pas réélus lors du renouvellement du 21 septembre 2008.
- André Vallet (Bouches-du-Rhône, MoDem, ancien élu du Parti socialiste), ne se représentait pas lors du renouvellement du 21 septembre 2008.
- Christian Gaudin (Maine-et-Loire), Nouveau Centre), nommé administrateur supérieur des Terres australes et antarctiques françaises le 6 octobre 2010. Catherine Deroche (UMP) lui a succédé au Sénat.
- Nicolas About (Yvelines, « en congé » du MoDem), élu président du groupe en 2009. Le 21 janvier 2011, Gérard Larcher le nomme au Conseil supérieur de l'audiovisuel, ce qui met fin automatiquement à ses mandats électifs le 23 janvier, date à laquelle la nomination devient effective[21]. Sa suppléante Roselle Cros lui succède au Sénat.
- Pierre Fauchon (Loir-et-Cher, Nouveau Centre), vice-président du groupe, nommé membre du Conseil supérieur de la magistrature le 23 janvier 2011. Son poste reste vacant jusqu'aux élections sénatoriales de septembre 2011.
- Claude Biwer (Meuse, NC), vice-président du groupe (… - 2011).
- Daniel Soulage (Lot-et-Garonne, AC), vice-président du groupe (… - 2011).
- Jean Arthuis (Mayenne, AC), ancien président du groupe (1998-2002), élu au parlement européen (2014)
- Jean-Paul Amoudry (Haute-Savoie, UDI-NC);  Muguette Dini (Rhône, UDI-AC); Marcel Deneux (Somme, MoDem); Jean-Claude Merceron (Vendée, UDI-AC) et Jean-Jacques Pignard (Rhône, UDI-AC) qui ne se représentaient pas aux élections sénatoriales de septembre 2014.
- Jean Boyer (Haute-Loire, NC), a démissionné le 3 novembre 2014 de son mandat, occasionnant ainsi une élection partielle le 25 janvier, élection qui voit l'élection du centriste Olivier Cigolotti.
- Aymeri de Montesquiou (Gers) et Pierre Jarlier (Cantal), ont été déclarés démissionnaires d'office par décisions du Conseil constitutionnel en date du 11 juin 2015[22],[23] en raison d'irrégularités dans leurs comptes de campagne . En outre, les anciens sénateurs sont frappés d'une année d'inéligibilité.
- Leila Aïchi (Paris, ex MoDem et groupe écologiste), Chantal Jouanno (adhérente directe de l'UDI, Paris), Jean-Jacques Lasserre (MoDem, Pyrénées-Atlantiques), Gérard Roche (MoDem[24], Haute-Loire), Yves Pozzo di Borgo (adhérent direct de l'UDI, Paris) Henri Tandonnet (AC, Lot-et-Garonne) et François Zocchetto (AC, Mayenne), qui ne se représentaient pas aux élections sénatoriales de septembre 2017. Christian Namy (Parti radical, Meuse) est quant à lui battu lors de ces élections.
- Joël Guerriau (LC, Loire-Atlantique) rejoint en octobre 2017 le groupe République et territoires – les indépendants. Jean-Marc Gabouty (Parti radical, Haute-Vienne) rejoint quant à lui le groupe du Rassemblement démocratique et social européen.
- Jean-Léonce Dupont (LC, Calvados), président du Conseil départemental du Calvados renonce en octobre 2017 à son mandat au profit de Sonia de La Provôté en raison du cumul des mandats.
- Michel Mercier (MoDem, Rhône), maire de Thizy-les-Bourgs renonce en octobre 2017 à son mandat au profit de Michèle Vullien en raison du cumul des mandats.
- Sylvie Goy-Chavent (UDI, Ain), quitte le groupe et l'UDI en juin 2019.
- Sophie Joissains (UDI, Bouches-du-Rhône), sénatrice depuis 2008, renonce en août 2020 à son mandat..
- Michèle Vullien (MoDem, Rhône), sénatrice de 2017 à 2020, est battue aux élections sénatoriales.
- Jean-Claude Luche (UDI, Aveyron), sénateur de 2014 à 2020, ne se représente pas.
- Jean-Marie Bockel (La Gauche Moderne, Haut-Rhin), ancien ministre, sénateur de 2004 à 2007 et de 2010 à 2020, ne se représente pas en 2020.
- Stéphane Cardenes (Divers centre, Gard), sénateur élu en 2020, est battu aux élections sénatoriales de la même année.
- Pierre Medevielle (Agir, Haute-Garonne), quitte le groupe en septembre 2020.
- Maurice Perrion (UDI, Loire-Atlantique), son titulaire Secrétaire d'État Laurence Garnier redevient sénatrice.

### Chronologie
| Chronologie | Effectifs , | Noms du groupe                                                                                   | Présidents du groupe | Présidents du Sénat |
| ----------- | ----------- | ------------------------------------------------------------------------------------------------ | -------------------- | ------------------- |
| 1959        | 34 / 307    | Formation administrative du Centre démocratique, rattachée au groupe des Républicains populaires | Alain Poher          | Gaston Monnerville  |
| 1960        | 34 / 307    | Formation administrative du Centre démocratique, rattachée au groupe des Républicains populaires | Jean Lecanuet        | Gaston Monnerville  |
| 1961        | 34 / 307    | Formation administrative du Centre démocratique, rattachée au groupe des Républicains populaires | Jean Lecanuet        | Gaston Monnerville  |
| 1962        | 35 / 274    | Formation administrative du Centre démocratique, rattachée au groupe des Républicains populaires | Jean Lecanuet        | Gaston Monnerville  |
| 1963        | 35 / 274    | Formation administrative du Centre démocratique, rattachée au groupe des Républicains populaires | Jean Lecanuet        | Gaston Monnerville  |
| 1964        | 35 / 274    | Formation administrative du Centre démocratique, rattachée au groupe des Républicains populaires | Jean Lecanuet        | Gaston Monnerville  |
| 1965        | 38 / 274    | Groupe des Républicains populaires et du Centre démocratique                                     | André Colin          | Gaston Monnerville  |
| 1966        | 38 / 274    | Groupe des Républicains populaires et du Centre démocratique                                     | André Colin          | Gaston Monnerville  |
| 1967        | 38 / 274    | Groupe des Républicains populaires et du Centre démocratique                                     | André Colin          | Gaston Monnerville  |
| 1968        | 47 / 283    | Groupe Union centriste des démocrates de progrès (UCDP)                                          | André Colin          | Alain Poher         |
| 1969        | 47 / 283    | Groupe Union centriste des démocrates de progrès (UCDP)                                          | André Colin          | Alain Poher         |
| 1970        | 47 / 283    | Groupe Union centriste des démocrates de progrès (UCDP)                                          | André Colin          | Alain Poher         |
| 1971        | 46 / 283    | Groupe Union centriste des démocrates de progrès (UCDP)                                          | Roger Poudonson      | Alain Poher         |
| 1972        | 46 / 283    | Groupe Union centriste des démocrates de progrès (UCDP)                                          | Roger Poudonson      | Alain Poher         |
| 1973        | 46 / 283    | Groupe Union centriste des démocrates de progrès (UCDP)                                          | Roger Poudonson      | Alain Poher         |
| 1974        | 55 / 283    | Groupe Union centriste des démocrates de progrès (UCDP)                                          | André Fosset         | Alain Poher         |
| 1975        | 55 / 283    | Groupe Union centriste des démocrates de progrès (UCDP)                                          | André Fosset         | Alain Poher         |
| 1976        | 55 / 283    | Groupe Union centriste des démocrates de progrès (UCDP)                                          | Adolphe Chauvin      | Alain Poher         |
| 1977        | 61 / 295    | Groupe Union centriste des démocrates de progrès (UCDP)                                          | Adolphe Chauvin      | Alain Poher         |
| 1978        | 61 / 295    | Groupe Union centriste des démocrates de progrès (UCDP)                                          | Adolphe Chauvin      | Alain Poher         |
| 1979        | 61 / 295    | Groupe Union centriste des démocrates de progrès (UCDP)                                          | Adolphe Chauvin      | Alain Poher         |
| 1980        | 67 / 305    | Groupe Union centriste des démocrates de progrès (UCDP)                                          | Adolphe Chauvin      | Alain Poher         |
| 1981        | 67 / 305    | Groupe Union centriste des démocrates de progrès (UCDP)                                          | Adolphe Chauvin      | Alain Poher         |
| 1982        | 67 / 305    | Groupe Union centriste des démocrates de progrès (UCDP)                                          | Adolphe Chauvin      | Alain Poher         |
| 1983        | 71 / 317    | Union centriste                                                                                  | Adolphe Chauvin      | Alain Poher         |
| 1984        | 71 / 317    | Union centriste                                                                                  | Adolphe Chauvin      | Alain Poher         |
| 1985        | 71 / 317    | Union centriste                                                                                  | Adolphe Chauvin      | Alain Poher         |
| 1986        | 70 / 319    | Union centriste                                                                                  | Daniel Hoeffel       | Alain Poher         |
| 1987        | 70 / 319    | Union centriste                                                                                  | Daniel Hoeffel       | Alain Poher         |
| 1988        | 70 / 319    | Union centriste                                                                                  | Daniel Hoeffel       | Alain Poher         |
| 1989        | 68 / 321    | Union centriste                                                                                  | Daniel Hoeffel       | Alain Poher         |
| 1990        | 68 / 321    | Union centriste                                                                                  | Daniel Hoeffel       | Alain Poher         |
| 1991        | 68 / 321    | Union centriste                                                                                  | Daniel Hoeffel       | Alain Poher         |
| 1992        | 66 / 321    | Union centriste                                                                                  | Daniel Hoeffel       | René Monory         |
| 1993        | 66 / 321    | Union centriste                                                                                  | Maurice Blin         | René Monory         |
| 1994        | 66 / 321    | Union centriste                                                                                  | Maurice Blin         | René Monory         |
| 1995        | 59 / 321    | Union centriste                                                                                  | Maurice Blin         | René Monory         |
| 1996        | 59 / 321    | Union centriste                                                                                  | Maurice Blin         | René Monory         |
| 1997        | 59 / 321    | Union centriste                                                                                  | Maurice Blin         | René Monory         |
| 1998        | 52 / 321    | Union centriste                                                                                  | Jean Arthuis         | Christian Poncelet  |
| 1999        | 52 / 321    | Union centriste                                                                                  | Jean Arthuis         | Christian Poncelet  |
| 2000        | 52 / 321    | Union centriste                                                                                  | Jean Arthuis         | Christian Poncelet  |
| 2001        | 53 / 321    | Union centriste                                                                                  | Jean Arthuis         | Christian Poncelet  |
| 2002        | 53 / 321    | Union centriste                                                                                  | Xavier de Villepin   | Christian Poncelet  |
| 2003        | 53 / 321    | Union centriste                                                                                  | Michel Mercier       | Christian Poncelet  |
| 2004        | 33 / 331    | Union centriste                                                                                  | Michel Mercier       | Christian Poncelet  |
| 2005        | 33 / 331    | Union centriste-UDF                                                                              | Michel Mercier       | Christian Poncelet  |
| 2006        | 33 / 331    | Union centriste-UDF                                                                              | Michel Mercier       | Christian Poncelet  |
| 2007        | 33 / 331    | Union centriste-UDF                                                                              | Michel Mercier       | Christian Poncelet  |
| 2008        | 29 / 343    | Union centriste-UDF                                                                              | Michel Mercier       | Gérard Larcher      |
| 2009        | 29 / 343    | Union centriste                                                                                  | Nicolas About        | Gérard Larcher      |
| 2010        | 29 / 343    | Union centriste                                                                                  | Nicolas About        | Gérard Larcher      |
| 2011        | 31 / 348    | Union centriste et républicaine (UCR)                                                            | François Zocchetto   | Jean-Pierre Bel     |
| 2012        | 31 / 348    | UDI-Union centriste (UDI-UC)                                                                     | François Zocchetto   | Jean-Pierre Bel     |
| 2013        | 31 / 348    | UDI-Union centriste (UDI-UC)                                                                     | François Zocchetto   | Jean-Pierre Bel     |
| 2014        | 42 / 348    | UDI-Union centriste (UDI-UC)                                                                     | François Zocchetto   | Gérard Larcher      |
| 2015        | 42 / 348    | UDI-Union centriste (UDI-UC)                                                                     | François Zocchetto   | Gérard Larcher      |
| 2016        | 42 / 348    | UDI-Union centriste (UDI-UC)                                                                     | François Zocchetto   | Gérard Larcher      |
| 2017        | 50 / 348    | Union Centriste                                                                                  | Hervé Marseille      | Gérard Larcher      |
| 2018        | 50 / 348    | Union Centriste                                                                                  | Hervé Marseille      | Gérard Larcher      |
| 2019        | 50 / 348    | Union Centriste                                                                                  | Hervé Marseille      | Gérard Larcher      |
| 2020        | 54 / 348    | Union Centriste                                                                                  | Hervé Marseille      | Gérard Larcher      |
| 2021        | 54 / 348    | Union Centriste                                                                                  | Hervé Marseille      | Gérard Larcher      |
| 2022        | 54 / 348    | Union Centriste                                                                                  | Hervé Marseille      | Gérard Larcher      |
| 2023        | 56 / 348    | Union Centriste                                                                                  | Hervé Marseille      | Gérard Larcher      |